# 二(三氟甲基)碲
二(三氟甲基)碲是一种有机碲化合物，化学式为(CF3)2Te。

## 制备
二(三氟甲基)碲可由二甲基碲和三氟碘甲烷混合后光解制得。二(三氟甲基)汞和四氯化碲的反应也能制得该化合物，但同时有副产物CF3TeCF2Cl和(CF2Cl)2Te。

## 性质
二(三氟甲基)碲和溴在气相反应，生成(CF3)2TeBr2。
(CF3)2Te + Br2 → (CF3)2TeBr2↓
它和一些氟化剂（如一氟化氯、氟等）反应，生成(CF3)2TeF2。其它氧化剂如Cl2、O2、ClONO2的反应可分别得到(CF3)2TeCl2、(CF3)2TeO和(CF3)2Te(ONO2)2。它和碘、硫、硒、磷、砷加热反应，生成相应的三氟甲基化合物E(CF3)n（n=1~3）。